# Siphula flavovirens
Siphula flavovirens är en lavart som beskrevs av Kantvilas, Zedda & Elix. Siphula flavovirens ingår i släktet Siphula och familjen Icmadophilaceae.   Inga underarter finns listade i Catalogue of Life.